# Montagu Stopford (wiceadmirał)
Montagu Stopford (ur. 11 listopada 1798, zm. 10 listopada 1864) – brytyjski arystokrata i wojskowy, najmłodszy syn James Stopford, i lady Mary Scott, córki Henry Scott. Młodszy brat James Stopford.
Służbę w Royal Navy rozpoczął 8 listopada 1810 r. 17 lipca 1819 r. został awansowany do stopnia porucznika. 29 stycznia 1822 r. został komandorem. 8 kwietnia 1825 r. otrzymał rangę kapitana. W latach 1842–1846 dowodził okrętem HMS „Pique” (w Ameryce Północnej i Indiach Zachodnich), w 1850 r. HMS Trafalgar, w 1851 r. HMS „Waterloo”, w 1852 r. HMS „London”, w latach 1852-1853 ponownie „Waterloo”. W 1855 r. został admirałem nadintendentem na Malcie. Jego okrętem flagowym był wówczas HMS „Ceylon”. Od 5 grudnia 1853 r. był kontradmirałem. 25 czerwca 1858 r. został awansowany do stopnia wiceadmirała. Wreszcie 30 listopada 1863 r. został admirałem. Z czynnej służby odszedł 9 lutego 1864 r. 5 lipca 1855 r. został kawalerem Krzyża Komandorskiego Orderu Łaźni.
25 sierpnia 1827 r. poślubił Cordelię Whitmore (zm. 4 września 1851), córkę generała-majora George’a Whitmore’a i Cordelii Ainslie. Montagu i Cordelia mieli razem syna i trzy córki:
- Annette Jane Stopford (zm. 17 grudnia 1921), żona kapitana Waltera Stopforda, miała dzieci
- Mary Cordelia Stopford (zm. 14 lutego 1912), żona generała Johna Adye’a, miała dzieci
- Emily Winifreda Stopford (zm. 1891), żona podpułkownika A.J. Nixona, nie miała dzieci
- major George Montagu Stopford (23 czerwca 1828 – 7 sierpnia 1860), ożenił się z Caroline Burgoyne, miał dzieci

29 września 1853 r. poślubił Lucy Cay (zm. 3 grudnia 1883), córkę Johna Caya. Montagu miał z nią syna i dwie córki:
- Emily Evelyn Lucy Stopford (zm. 16 lutego 1919), żona generała-porucznika Edwina Markhama, miała dzieci
- Dora Stopford (zm. 31 maja 1922), żona podpułkownika Richarda Atkinsona, miała dzieci
- pułkownik Lionel Arthur Montagu Stopford (10 maja 1860 – 13 września 1942), CB, KCVO, weteran kampanii egipskiej 1882 r. i I wojny światowej, ożenił się z Mabel Mackenzie, miał dzieci, jego synem był generał Montagu Stopford